# نادي الصناعات الحربية
نادي الصناعات الحربية الرياضي هو نادي كرة قدم عراقي يقع مقره في الكرخ، بغداد، يلعب في الدوري العراقي الدرجة الثالثة. حصل على المركز الأول وتأهل إلى الدوري العراقي الدرجة الثانية للموسم المقبل 2025_2026.

## التاريخ
تأسس النادي في عام 1992 تحت اسم نادي القعقاع، ولعب في كأس العراق في موسمي 1998-99 و2001-02، كما لعب في التصفيات التمهيدية للدوري العراقي الممتاز في موسم 2000-01، وبعد عام 2003 توقفت أنشطة النادي، وفي أغسطس 2021، عاد النادي للمشاركة في الأنشطة الرياضية، وغُيّر اسمه إلى نادي الصناعات الحربية، يلعب بالدوري العراقي الدرجة الثالثة.

## روابط خارجية
- نادي الصناعة الحربية على موقع Goalzz.com
- أندية العراق - تواريخ التأسيس